# Svagpisser
Ordet svagpisser er sammensat af svag og pisser, hvoraf svag er åbenbar. Ordet pisser betyder i denne sammenhæng en person der generelt udtrykker sig negativt, hvilket stammer fra dansk slang 'pis' om at sige noget irrelevant, dumt eller løgnagtigt. Således er en svagpisser en svag person der ytrer sig negativt fordi han/hun umiddelbart mangler evnen til at gøre det modsatte.[kilde mangler]
Politikens Slangordbog fra 2001 skriver derimod, at ordet "svagpisser" slet og ret betyder slapsvans – altså en slap og kraftesløs person. Det er formentlig også den betydning, som de fleste bruger ordet i.[kilde mangler]